# Missionare vom Königtum Christi
Die Missionare vom Königtum Christi (it.: Missionari della Regalità di Cristo) sind  ein aus drei Zweigen bestehendes Säkularinstitut des dritten Franziskanerordens. Kirchenrechtlich handelt es sich auch um ein Institut des geweihten Lebens. Ihre Gründer waren Pater Agostino Gemelli OFM und Armida Barelli. In einigen Veröffentlichungen wird auch die Bezeichnung „Säkularinstitut des Königtum Christi“ verwendet.

## Geschichte
Agostino Gemelli (1878–1959), der Gründer der Katholischen Universität vom Heiligen Herzen, sah die Welt als den von Gott bestimmten Ort, an dem das „Königtum Christi“ wachsen sollte. Er entwickelte den Gedanken, eine Missionsgemeinschaft zu gründen. Auf der Grundlage seiner Weltanschauung rief er ins Leben 
- 1919 die Missionarinnen vom Königtum Christi,
- 1928 die Missionare vom Königtum Christi und
- 1953 die Missionspriester vom Königtum Christi .

Diese drei Zweige wurden nach dem Zweiten Vatikanischen Konzil zu einem gemeinsamen Säkularinstitut zusammengeführt.

## Missionare vom Königtum Christi
Die Missionare und Missionarinnen vom Königtum Christi sind heute ein Säkularinstitut des Franziskanerordens. 1953 erhielten sie die päpstliche Approbation für eine Gemeinschaft geweihter Laien. Die Gemeinschaft besteht heute aus ca. 2500 Mitglieder, die ihren Dienst in mehr als 30 Ländern auf allen Kontinenten versehen. 1980 haben sie auch ihre Arbeit in Deutschland aufgenommen.
Die Ordensangehörigen fühlen sich zu einer Mission in der Weltgemeinschaft berufen und sind offen für den Dialog mit anderen Konfessionen und Religionen. Sie leben mit den gemeinsamen Ordensregeln der Franziskaner, treffen sich monatlich zum Gedankenaustausch, jährlich zu Exerzitien und nehmen an Kongressen sowie internationalen Begegnungen teil. Ihre Arbeit verrichten sie in den Pfarreien und kirchlichen Einrichtungen der zugeteilten Diözese. Sie leben nicht in geschlossenen Ordensgemeinschaften, jeder Missionar lebt für sich in gewöhnlichen Lebensverhältnissen und ist den evangelischen Räten der Ehelosigkeit, der Armut und des Gehorsams verpflichtet.

## Missionspriester vom Königtum Christi
Dieses Säkularinstitut wurde am 4. Oktober 1953 mit 33 Priestern in der kleinen Kirche „San Damiano“ bei Assisi gegründet. Die Ordensgemeinschaft verbreitete sich in vielen italienischen Diözesen, darüber hinaus gründeten sie Zweige in den USA, in Deutschland und in Polen. 1971 erhielten sie die bischöfliche Genehmigung und 1978 die päpstliche Approbation als Säkularinstitut.
Heute gehören dem Säkularinstitut fast 300 Priester an; sie arbeiten neben Italien, Deutschland und Polen in einer geringen Anzahl auch in Afrika und Südamerika. Die Missionspriester wählen auf den Generalversammlungen einen Ratspräsidenten und den Rat, deren Amtszeit auf sechs Jahre festgelegt ist.
Die Missionspriester versehen ihren Dienst als Diözesanpriester an den vom Ortsbischof vorgegebenen Orten. Sie bilden keine monastischen Gemeinschaften, bleiben aber der Gemeinschaft verbunden. Dieses geschieht durch monatliche Zusammenkünfte im Gebet, auf Exerzitien und im geistlichen Gespräch. Die Öffentlichkeitsarbeit wird unterstützt durch die zweimonatlich erscheinende Zeitschrift „Ut unum sint“ (deutsch: Dass sie eins seien), die nach der Enzyklika „Ut unum sint“ benannt ist. In dieser Zeitschrift werden Anregungen und Nachrichten mitgeteilt, sie ist eine gruppenübergreifende Plattform.